# Hotel Sudety
Hotel Sudety – hotel w Wałbrzychu przy ulicy Parkowej 15 funkcjonujący w latach 1971–2004.

## Historia
W czasie trwania PRL wydobycie węgla stało się bardzo istotną gałęzią gospodarki. Dolnośląskie miasta, w tym Wałbrzych, w tamtym czasie bardzo dynamicznie się rozwijały i zwiększały liczbę ludności. Aby sprostać zapotrzebowaniu na usługi hotelowe w Wałbrzychu podjęto decyzję o budowie nowego obiektu o wysokim standardzie. W tamtym czasie jedynym hotelem o reprezentacyjnym charakterze był Hotel Grunwald przy placu Grunwaldzkim 1, zbudowany jeszcze przed II wojną światową. Pod nowy gmach przeznaczono działkę w pobliżu dworca Wałbrzych Miasto, przy ulicy Parkowej, na terenie dawnego uzdrowiska Stary Zdrój. Budowa kosztowała 41 milionów złotych, a jej efektem był 11-kondygnacyjny hotel pierwszej kategorii. Otwarcie hotelu miało miejsce 16 marca 1971 roku i dokonali go Kazimierz Górek (sekretarz Komitetu Miejskiego PZPR) oraz Józef Florczak (przewodniczący prezydium Miejskiej Rady Narodowej). W trakcie funkcjonowania hotelu gościli w nim m.in. Zbigniew Wodecki, Urszula Sipińska, Piotr Fronczewski, czy zespół Lady Pank.
Po 1989 i zmianach w ustroju oraz gospodarce Polski Wałbrzych stracił na znaczeniu. Upadło wiele zakładów przemysłowych i zmniejszyła się liczba ludności. Wraz ze zmniejszeniem znaczenia miasta również sensowność istnienia tak dużego hotelu stawała pod znakiem zapytania. W nowych realiach hotel dostał trzy gwiazdki. W 2004 roku Sudety zostały ostatecznie zamknięte, z powodu niedostosowania do nowych norm przeciwpożarowych.

## Wyposażenie
Na Hotel Sudety składało się łącznie 278 pokoi, w tym 218 jednoosobowych, 60 dwuosobowych i 4 dwuosobowe apartamenty. W wyposażeniu pokoi były m.in. telefon, biurko, radio, łazienka, a w przypadku apartamentów również telewizor. Do dyspozycji gości były także restauracja, kawiarnia, Pewex, fryzjer (zarówno damski, jak i męski), pralnia, kiosk, punkt wymiany walut oraz PKO.

## Architektura
Hotel Sudety to późnomodernistyczny budynek w formie prostopadłościanu zbudowany w konstrukcji żelbetowej, o silnych podziałach poziomych wyznaczonych przez rozległe okna. Elewacja pokryta jest tynkiem oraz dekoracją ceramiczną, umieszczoną pod oknami. Najsilniejszym akcentem plastycznym budynku są odwrócone arkady rozciągające się wzdłuż całego budynku od strony ulicy Parkowej. Łuki oprócz funkcji dekoracyjnej stanowią także ochronę wejścia do budynku przed warunkami atmosferycznymi, oraz osłaniają wysuniętą poza główną bryłę część gastronomiczną. Ważną częścią odbioru budynku były także wielkogabarytowe neony z nazwą hotelu, znajdujące się na dachu i betonowych arkadach, a także indywidualne neony kawiarni. We wnętrzach budynku umieszczono polichromie, przestrzenie wspólne były licowane kamieniem i dekorowane zgodnie ze standardem lat 70. Na tyłach hotelu znajdowała się fontanna, natomiast w bezpośrednim jego otoczeniu od strony miasta ulokowano rzeźby Sputnik Andrzeja Szelesa oraz Kompozycja podwójna Kazimierza Żywuszko.